# Очеретянка ставкова
{{#ifeq:0|0|{{#if:|{{#if:Acrocephalusscirpaceus|[[]}}|}}}}
Очеретя́нка ставко́ва (Acrocephalus scirpaceus) — птах родини очеретянкових. В Україні — гніздовий, перелітний вид.

## Зовнішній вигляд
Невеликий птах, трохи менший за горобця, 12,5 см завдовжки. Верх тіла у нього темно-бурий, одноколірний, з рудуватим відтінком, низ — білувато-рудий, надхвістя — рудувате, ноги — темні.

### Голос
Пісня очеретянки — набір свистів, тріску і наслідувань іншим птахам, причому кожен звук повторюється 2-3 рази, наприклад: «чиррук-чиррук-як-як-як…» або «кар-р-ра…кар-р-ра…кр-ркр-р-кі-кі-кі». Крик — різке «черр».

## Поширення
Ставкова очеретянка поширена майже у всій Європі, де живе з квітня по вересень-жовтень. На початку — в середині вересня відлітає на зимівлю до Африки, де селиться південніше Сахари. Щоб витримати близько 6 тисяч кілометрів нічного перельоту, нагромаджує жирові запаси.

## Спосіб життя

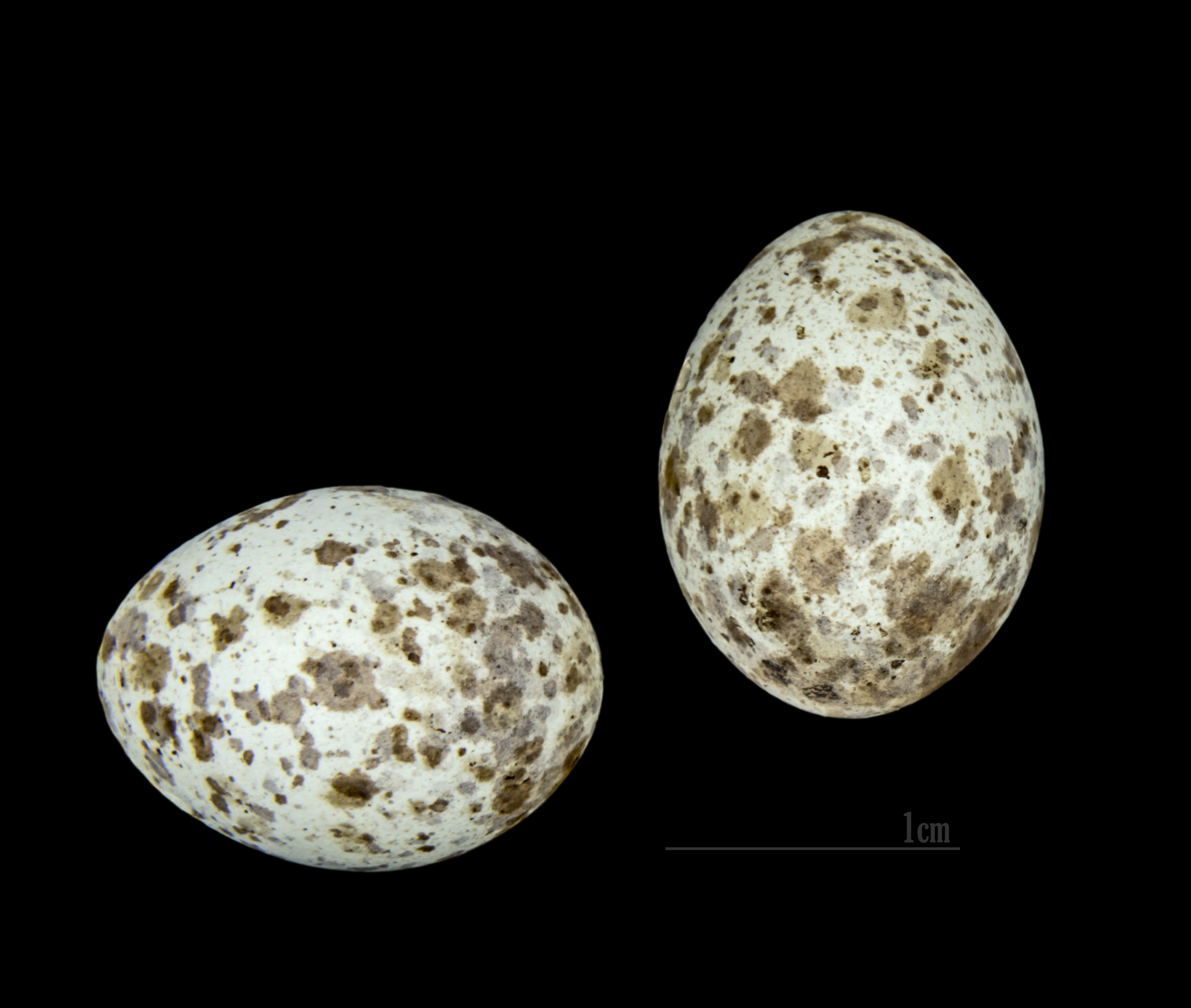
Acrocephalus arundinaceus

Ставкові очеретянки — обережні птахи, гніздяться в густих і безлюдних місцях. Найчастіше — в хащах очерету і рогозу, рідше — осоки та інших навколоводних рослин, інколи — на вологих чи залитих водою ділянках в культурних ландшафтах із заростями чагарників, дерев і густого різнотрав'я. Чашкоподібне гніздо споруджують на стеблах очерету, рогозу чи осоки, навислих над водою. Роблять його з трави, павутиння, рослинного пуху, квіткових мітелків очерету.
Кладка на початку травня складається з 4-6 зеленуватих або голубуватих (з бурими і сірими плямами) яєць. За два тижні з'являються пташенята, які через 2-3 тижні залишають гніздо.
Основна їжа ставкової очеретянки — комахи, які мешкають біля води.

## Охорона
Перебуває під охороною Бернської конвенції.